# Ball im Metropol
Ball im Metropol ist ein Filmdrama und Liebesfilm des Regisseurs Frank Wysbar, der auch am Drehbuch mitwirkte, aus dem Jahr 1937. Die Literaturverfilmung basiert auf dem Roman Irrungen, Wirrungen des Schriftstellers Theodor Fontane.

## Handlung
Die verheiratete Margit Steltendorff trifft auf einem Ball ihren Jugendfreund und Vetter Eberhard von Waltzien und gibt ihm einen bedeutungslosen Kuss. Als beide jedoch erkennen, dass Margits eifersüchtiger Gatte die beiden dabei beobachtet hat, weil er vermutlich ihren neuen Mantel aus der Ferne erkannt hat, bittet Margit die Verkäuferin Trude, ihren Mantel anzuziehen und sich mit Eberhard in eine Loge zu setzen, um ihren Gatten so von sich selbst abzulenken.
Trude kommt der Bitte nach und setzt sich mit Eberhard von Waltzien in die Loge. Im weiteren Verlauf verlieben sich die beiden ineinander. Eberhards Onkel ist von dieser Tatsache jedoch nicht sehr angetan; er möchte nicht, dass sein geschätzter Neffe eine normale Bürgerliche zur Frau nimmt. Als Trude von der Geringschätzung erfährt, die ihr Eberhards Onkel entgegenbringt, fühlt sie sich in ihrer Ehre verletzt und verzichtet auf eine Beziehung zu Eberhard.
Die Handlung des Films nimmt eine dramatische Wendung, als Margits Ehemann dahinterkommt, dass seine Frau doch auf dem Ball war und mit Eberhard Zärtlichkeiten ausgetauscht hat. Dass diese Zärtlichkeiten harmlos waren, interessiert ihn nicht: Er fordert Eberhard zu einem Duell auf. Jetzt kommt aber wieder Trude ins Spiel und tut alles in ihrer Macht stehende, um Eberhard aus dieser Situation zu retten. In der Folge nimmt der Film ein glückliches Ende: Margits Ehemann hat sich wieder beruhigt und Trude darf endlich ihren Eberhard heiraten.

## Erscheinungstermine und abweichende Filmtitel
Der Film wurde am 26. Januar 1937 im Berliner Gloria-Palast uraufgeführt. Weitere Erscheinungstermine (im Ausland) waren der 4. März 1938 in den USA, der 26. Februar 1940 in Spanien (dort unter dem Titel El baile del Metropol). In Belgien kam er unter dem französischen Titel Bal au Métropole in die Kinos und in Österreich unter dem Originaltitel Ball im Metropol.

## Produktionsnotizen
Die Filmzensur passierte der Film am 23. Januar 1937. Fritz Maurischat war gemeinsam mit Anton Weber für die Filmbauten zuständig und Rudolf Brix fotografierte die Darsteller auf dem Set.